# José María Beauvoir
José María Beauvoir, Giuseppe Maria Beauvoir, (1 de junio de 1850 - 29 de abril de 1930) fue un sacerdote misionero católico que desarrolló su tarea en la Patagonia. Nació en Turín el 1 de junio de 1850[1]. Recibido de maestro elemental en 1873 fue ordenado sacerdote en 1875, y enviado a las costas patagónicas por Juan Bosco como misionero salesiano el 8 de diciembre de 1878.

## Obra
Llegado a América, tras una breve permanencia en Uruguay, se desempeñó como maestro en el Colegio San Carlos de Almagro, de la ciudad de Buenos Aires. Finalmente, en 1881 viajó a Carmen de Patagones para colaborar con el recién designado cura párroco José Fagnano, con quien recorrió en los siguientes años las tierras del Neuquén y del Chubut. La amistad surgida entre ambos y la colaboración en los asuntos misionales se afianzaron cuando el entonces Papa León XIII designó en 1883 a Fagnano a cargo de la Prefectura Apostólica de la Patagonia Meridional, la Tierra del Fuego y las Islas Malvinas. Durante el final de la Campaña del Desierto acompañó a la brigada del General Palacios, que recorrió el trayecto comprendido entre Choele Choel y el lago Nahuel Huapi. En 1885 se le otorga la titularidad misional de la Municipalidad de Viedma.
En 1884 la Alta Curia de Buenos Aires lo nombra primer capellán del Territorio Nacional de Santa Cruz, realizando el primer casamiento de la región.
En marzo de 1886 es enviado por Monseñor Giovanni Cagliero, junto a Domingo Savio, a la Gobernación de Santa Cruz, convirtiéndose en los primeros en ejercer la enseñanza en la provincia[2]. Ese año recorrió el Estrecho de Magallanes junto a una comisión enviada por el entonces gobernador Carlos M. Moyano al Cabo Vírgenes[3]. En 1887, regresando ambos a Puerto Deseado en el vapor «Magallanes», naufragaron cerca de destino y, rescatados por el vapor chileno «Mercurio» en viaje a Punta Arenas, arribaron a Ushuaia, donde Beauvoir toma contacto con el Pastor John Lawrence, quien por entonces dirige allí la Misión Anglicana.
A principios de 1889, y luego de extensas tratativas con los gobiernos de Chile y Argentina, Monseñor Fagnano concreta su proyecto de creación de una misión permanente en la Tierra del Fuego, San Rafael Arcángel, estableciendo la misma en la Isla Dawson, cuyo primer grupo misionero encabezó Antonio Ferrero, tomando como objetivo el servicio a las comunidades kawéskar de la zona.
Ese mismo año se celebró la Exposición Universal de París, donde once nativos fueguinos fueron expuestos a tratos inhumanos y mostrados como artículos exóticos. Beauvoir, quien se encontraba en París, tras visitar la Exposición y percatarse de este acontecimiento, da cuenta del abuso a los derechos humanos de aquellos[4] al Dr. Gonzalo Bulnes, representante diplomático chileno en dicha capital, el cual acude en ayuda de los indígenas[5]. En 1890 relata el suceso a su superior y Rector General de la Congregación Salesiana, Michele Rua, en una carta fechada desde Punta Arenas. Los indígenas selknam sobrevivientes serán confinados en la misión de San Rafael en isla Dawson, donde morirán al poco tiempo. Sin embargo, el salesiano Beauvoir fue acusado de quedarse con un muchacho de doce años que encontró en Montevideo, algo que reconoció él mismo en sus declaraciones: "Llegado a Punta Arenas, lo invité a venir a nuestra casa y, con el permiso del sr. Valdivieso, gobernador del territorio, lo retuve junto a nosotros".
En 1892 participó en la Exposición de las Misiones Católicas Americanas, y fue designado representante de las misiones salesianas en la Tierra del Fuego. Viajó acompañado de cinco indígenas kawéskar y de José Fueghino, uno de los indígenas selknam llevados a la fuerza por Maurice Maitre a la Exposición Universal de París[6].
En 1893 Monseñor Fagnano fundó la segunda misión salesiana, llamada Nuestra Señora de la Candelaria, en Tierra del Fuego, con el objetivo de albergar y atender a las poblaciones selknam, seriamente amenazadas por algunas actitudes tomadas por emprendimientos derivados del descubrimiento de la presencia de oro en los territorios en los que se encuentran sus poblaciones, y por la cría de ovinos en los mismos, ambas actividades apoyadas por el gobierno argentino[7]. Beauvoir prestó servicios en la obtención del permiso por parte de las autoridades y la elección del sitio adecuado para la edificación, quedando las actividades misionales a su cargo.
Beauvoir trató de advertir a Fagnano de la llegada de José Menéndez Menéndez, el codicioso estanciero español responsable de la desaparición de los selknam: 

"Dice pertenecerle dos lotes en la margen izquierda desde la boca a río arriba, lugar cabalmente que ocupamos nosotros y donde estamos edificando nuestra colonia. ¿Qué le parece? ¡Si había sido este Sr. Menéndez más vivo que nosotros, más incansable! Así que cuando le parezca a este señor por algún pretexto real o imaginado, que no tardará en tenerlo, si se le antoja podrá mandarnos a pasear […] dijo que volvía muy satisfecho de esta visita, que apenas hubiese terminado la esquila en San Gregorio habría venido con su vapor trayendo desde ya madera para unas casillas y galpones y hombres para cortar luego unos diez mil postes para alambrar el punto recorrido. ¡Y nosotros dormimos! ¡Vea si no son más despiertos los hijos de las tinieblas que los de labor! ¡Cómo se mueven, se desviven sin dar tiempo al tiempo! ¡Ah! Muévase monseñor, muévase si aún está en Chile, pase sin demoras las Cordilleras y vaya a Buenos Aires, se presenta al Presidente, solicite alcance a la propiedad o el arrendamiento ya convenido, para pronto sin más dilación que el asunto premie, la menor espera podría sernos muy perjudicial a nosotros y a los indios que pobres los apremian y matan por todos lados."

Sin embargo, más tarde las mismas autoridades designaron zona de uso fiscal el lote 41 de la Tierra del Fuego, porción en la que se encontraba la misión Nuestra Señora de la Candelaria, lo que motiva profundas quejas por parte de Beauvoir y fricciones en la relación entre las misiones y el estado argentino. Por este hecho, en 1896 es reemplazado en sus funciones por Fortunato Griffa.

## Libros
Retirado a Punta Arenas, comenzó a trabajar en sus escritos sobre lingüística y etnografía, dando a luz en 1900 su Pequeño diccionario del idioma fueguino-ona, editado en Buenos Aires por la Escuela Tipográfica Salesiana, con un amplio éxito en los ambientes científicos de su época.
Hacia 1907 publica en Turín su segundo libro: Piccolo album di ritratti di indigeni Fueghini e Patagoni e di varie vedute delle Missioni salesiani della Patagonia meridionale e della Terra del fuoco, editado también por la Escuela Tipográfica Salesiana.
En 1915 aparece en Buenos Aires su tercera publicación: Los Onas: tradiciones, costumbres y lengua.
Seis años más tarde su cuarto y último escrito: Leyendas onas, publicado en Puerto Deseado, lugar de asiento en ese tiempo y donde fundó, en 1926, el Colegio Salesiano San José.
Sus contribuciones al estudio de la etnografía lingüística aún hoy son ampliamente reconocidos en los ambientes académicos, sobre todo lo que refiere a la extensa catalogación de actitudes y frases relativas a las costumbres cotidianas de los Selknam.

## Fallecimiento
José María Beauvoir falleció el 29 de abril de 1930 en Buenos Aires. Tres décadas más tarde sus restos fueron trasladados a Puerto Deseado.